# Globošca
Globošca je povirni pritok potoka Cerkniščica, ki se izliva v Cerkniško jezero.